# Notaden melanoscaphus
A  Notaden melanoscaphus  a kétéltűek (Amphibia) osztályának békák (Anura) rendjébe, a mocsárjáróbéka-félék (Limnodynastidae) családjába, azon belül a Notaden nembe tartozó faj.

## Előfordulása
Ausztrália endemikus faja. Az ország Nyugat-Ausztrália államának Kimberley régiójától keleti irányban az Északi terület északi részén át Queensland államban fekvő Cape York félszigetig honos. Elterjedési területe nagyjából 772 300 km²-t fed le.

## Megjelenése
A holotípus példány mérete 39 mm. 

## Életmódja
Fákkal ritkásan benőtt szavannák, szklerofill (kemény levelű) erdőségek, agyagos talajú rétek lakója. Életének jó részét a föld alatt tölti, csak nagy esőzések után jön a talaj felszínére, ahol mélyen fekvő, esővel átitatott mocsaras talajokon figyelhető meg. Esőzések után sekély, elárasztott területeken szaporodik. A hímek a vízben lebegve hallatják éneküket, lebegésüket erősen felfújt tüdejük biztosítja. Egyszerre 500–1400, hosszú láncokba rendezett petét raknak le, melyek a vízbe merült növényzetre tekerednek. Az ebihalak kifejlődése és az átalakulás nyolc hét alatt megy végbe.    

## Természetvédelmi helyzete
A vörös lista a nem fenyegetett fajok között tartja nyilván. A faj elterjedési területe több, összefüggő védett területre is kiterjed.